# Hoogland van Mexico

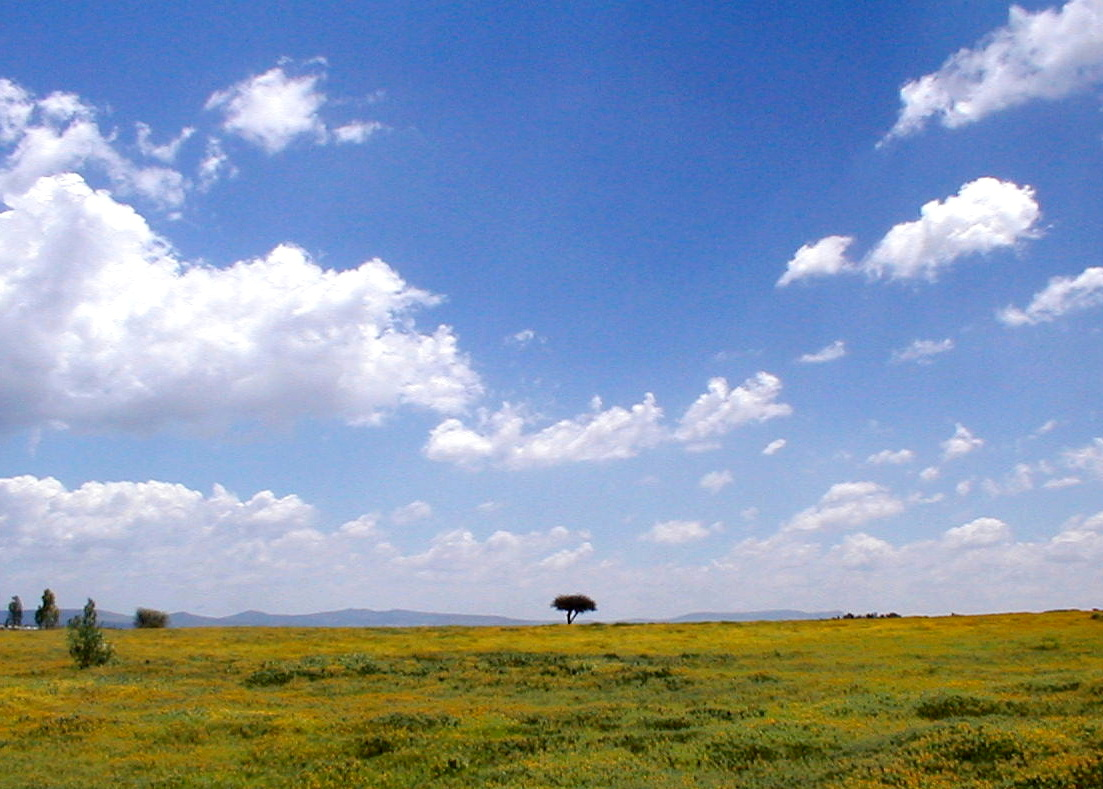
Nabij San Miguel de Allende

Het Hoogland van Mexico (Spaans: Altiplanicie Mexicana of Mesa Central) is een grote hoogvlakte in het midden en noorden van Mexico. De hoogvlakte neemt ongeveer een derde van het Mexicaanse grondgebied in, maar herbergt driekwart van de bevolking. De Mexicaanse Hoogvlakte strekt zich uit over de staten Chihuahua, Coahuila, Nuevo León, Durango, Zacatecas, San Luis Potosí, Aguascalientes, Guanajuato, Querétaro, Hidalgo, Mexico, Tlaxcala, Puebla, Jalisco, Michoacán, Veracruz en het Federaal District.
De Hoogvlakte loopt ruwweg van de Sangre de Cristo Mountains, de zuidelijkste uitloper van de Rocky Mountains net over de grens in de Verenigde Staten, tot de Trans-Mexicaanse Vulkanengordel in Zuid-Centraal-Mexico. De westelijke rand wordt gevormd door de Westelijke Sierra Madre, de oostelijke door de Oostelijke Sierra Madre. Ongeveer ter hoogte van de Kreeftskeerkring wordt de hoogvlakte in tweeën gedeeld door een reeks kleine gebertes, de Sierras Transversales. Het gebied ten noorden van deze breuk bestaat uit woestijn of halfwoestijn (o.a. Chihuahuawoestijn, Bolsón de Mapimi) en heeft een hoogte van 1000 tot 1800 meter. Het zuidelijke gedeelte, ook wel bekend onder de naam Anáhuac, heeft een hoogte van 2000 tot 2600 meter en is minder vlak. De hoogvlakte wordt hier vaker doorsneden door vulkanen en bergruggen, en valt hier in feite uiteen in meerdere vlaktes en dalen, van west naar oost de Bajío, de Taraskische Hoogvlakte, het Dal van Toluca, het Dal van Mexico en het Dal van Puebla-Tlaxcala.
De meeste grote steden van Mexico bevinden zich op de hoogvlakte, waaronder Mexico-Stad, Guadalajara, Monterrey, Toluca, León, Puebla, Chihuahua, San Luis Potosí, Aguascalientes, Querétaro, Saltillo, Zacatecas en Ciudad Juárez. De meeste van Mexico's grote rivieren (Lerma, Pánuco, Balsas, Grande de Santiago, Río Conchos) ontspringen op de hoogvlakte en de grootste meren van Mexico (Chapalameer, Texcocomeer, Cuitzeomeer, Pátzcuaromeer) bevinden zich eveneens hier.